# Sam Bottoms
Sam Bottoms (Santa Bárbara, Califórnia, 17 de outubro de 1955 – Los Angeles, 16 de dezembro de 2008) era um ator e produtor de cinema estadunidense.
Atuou no drama The Last Picture Show (1971), de Peter Bogdanovich, e no filme épico de guerra Apocalypse Now (1979), de Francis Ford Coppola.
Morreu em Dezembro de 2008 de câncer no cérebro.